# École supérieure d'ingénieurs de Marseille
L'École supérieure d'ingénieurs de Marseille est une ancienne école d'ingénieurs de Marseille.

## Historique
Fondée en 1972, l'École supérieure d'ingénieurs de Marseille, principale composante du groupe ESIM fut un établissement d'enseignement supérieur, de recherche et de services technologiques aux entreprises de la Chambre de commerce et d'industrie Marseille-Provence (CCIMP) sous tutelle du ministère de l'Industrie.
L'ESIM était issue de la fusion de l'École d'ingénieurs de Marseille, de l'École d'électricité industrielle de Marseille et de l'École de radio-électricité et d'électronique de la chambre de commerce et d'industrie de Marseille, trois écoles consulaires.
L'ESIM axait son programme pédagogique sur une solide formation scientifique de base, sur une formation très importante aux méthodes de l'ingénierie et du management et sur le développement personnel de ses élèves notamment au niveau culture d'entreprise et ouverture internationale.
Ecole généraliste recrutant sur concours CPGE (maths spé) et maîtrise, l'ESIM formait des ingénieurs polyvalents principalement voués à la conception de systèmes technologiques complexes. 
L'École supérieure d'ingénieurs de Marseille a été intégrée par décret officiel à l'École centrale de Marseille, membre du Groupe Centrale.
L'association des anciens élèves de l'ESIM (AID-ESIM) a été intégrée à l'AI-ECM (Association des ingénieurs diplômés de l'École centrale de Marseille).